# Las Serillas
Las Serillas es una localidad perteneciente al municipio de Segovia, en la provincia de Segovia, comunidad autónoma de Castilla y León, España. En 2022 contaba con 33 habitantes.

## Geografía

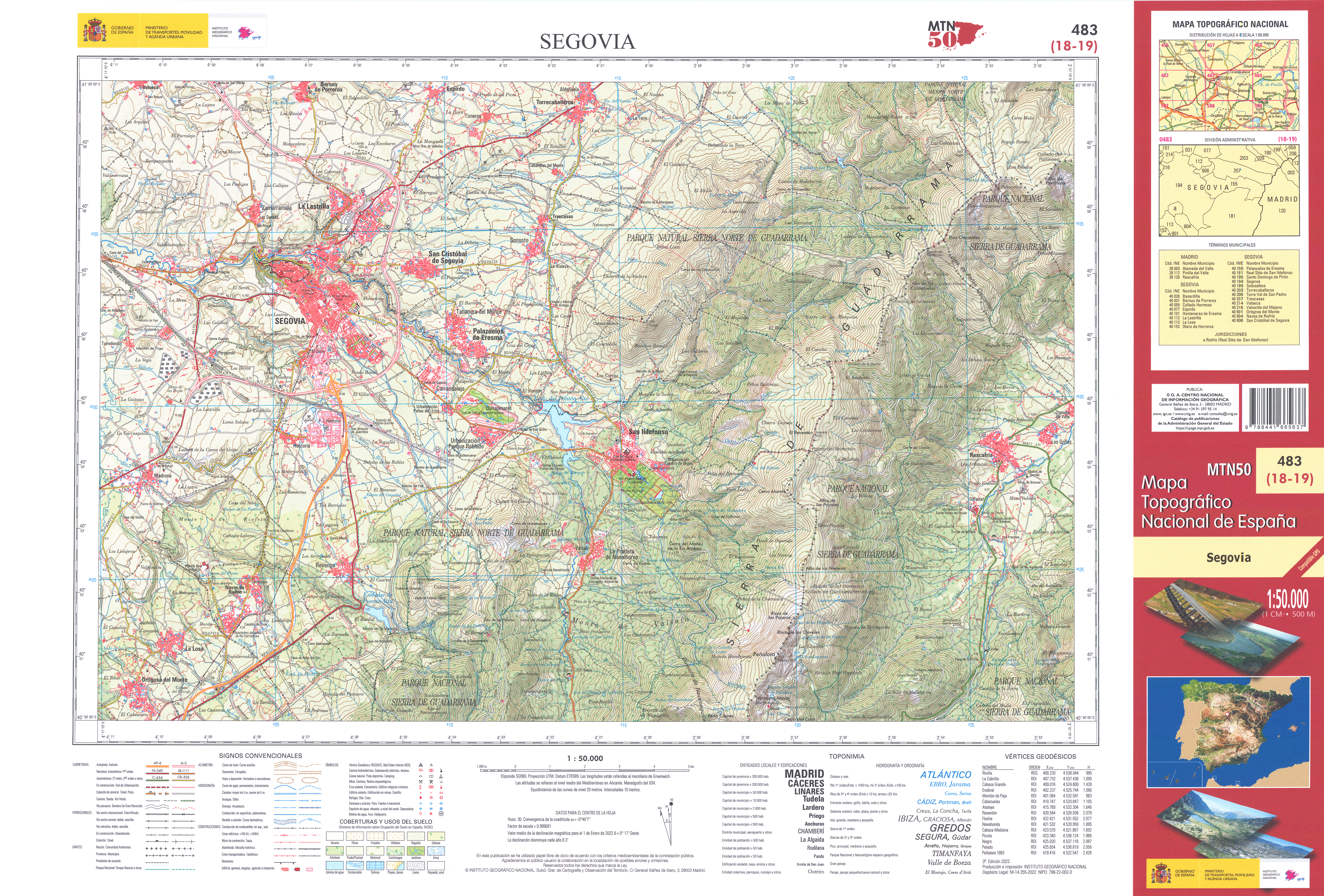
Fragmento de la hoja 483 del Mapa Topográfico Nacional de España de 2022 en el que se representa parte de Las Serillas

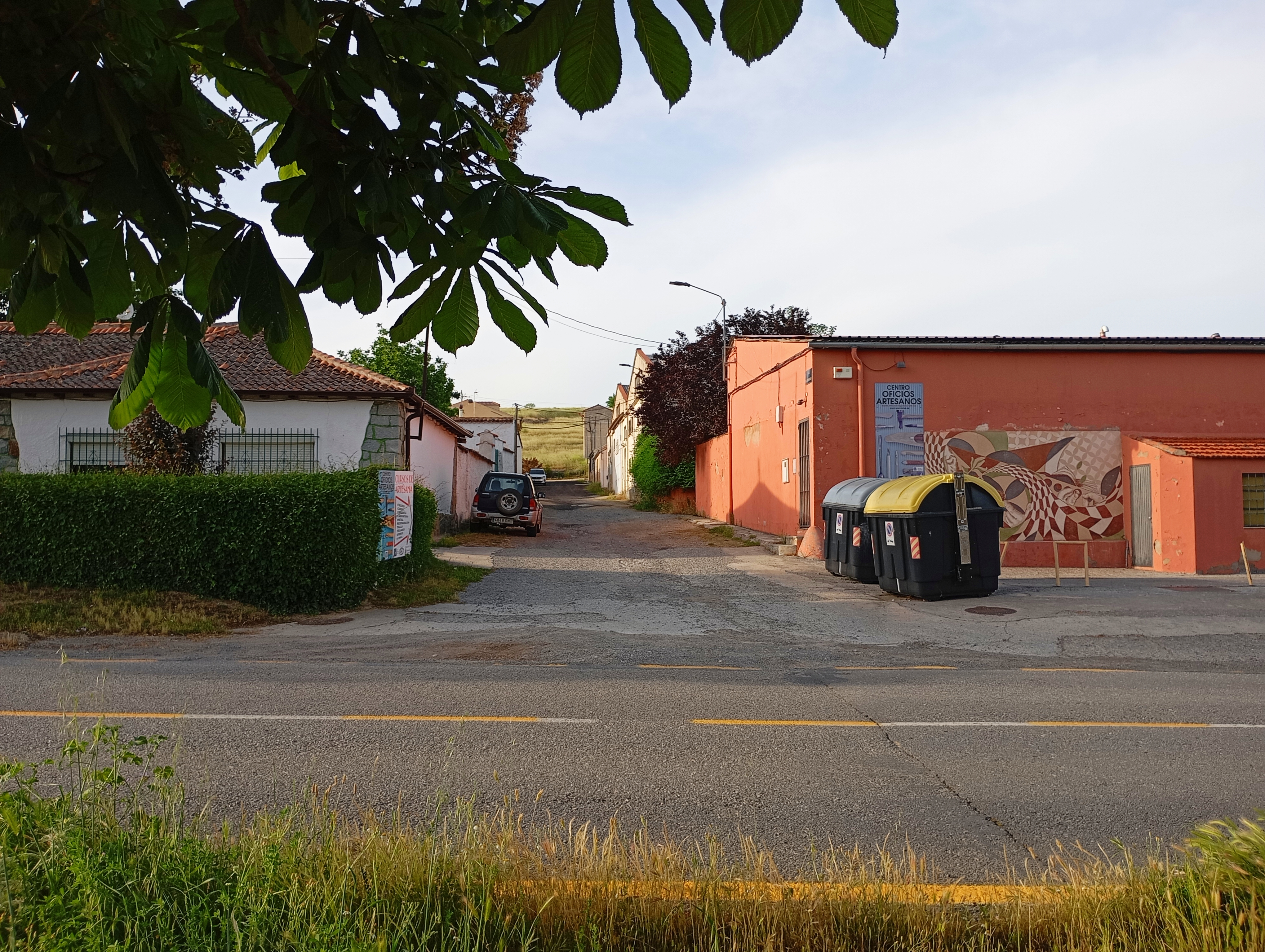
Vista de la calle La Trinidad en Las Serillas

Está situada a 1.25 km de Segovia capital, atravesada por la Carretera de Arévalo SC-SG-10 a su entrada a la ciudad.

## Historia
En 1940 figura como caserío de Zamarramala, con ocho viviendas y otras dos edificaciones que aglutinaban 33 habitantes de derecho; 39 de hecho.
El término municipal de Zamarramala, al que pertenecía, contaba con ayuntamiento propio, pero pasó a formar parte del municipio segoviano el 17 de septiembre de 1971.

## Demografía
Evolución de la población
| Gráfica de evolución demográfica de Las Serillas entre 2000 y 2020                                                          |
| |
| Población residente (2000-2019) según los censos de población del INE. Población según el padrón municipal de 2020 del INE. |

## Cultura

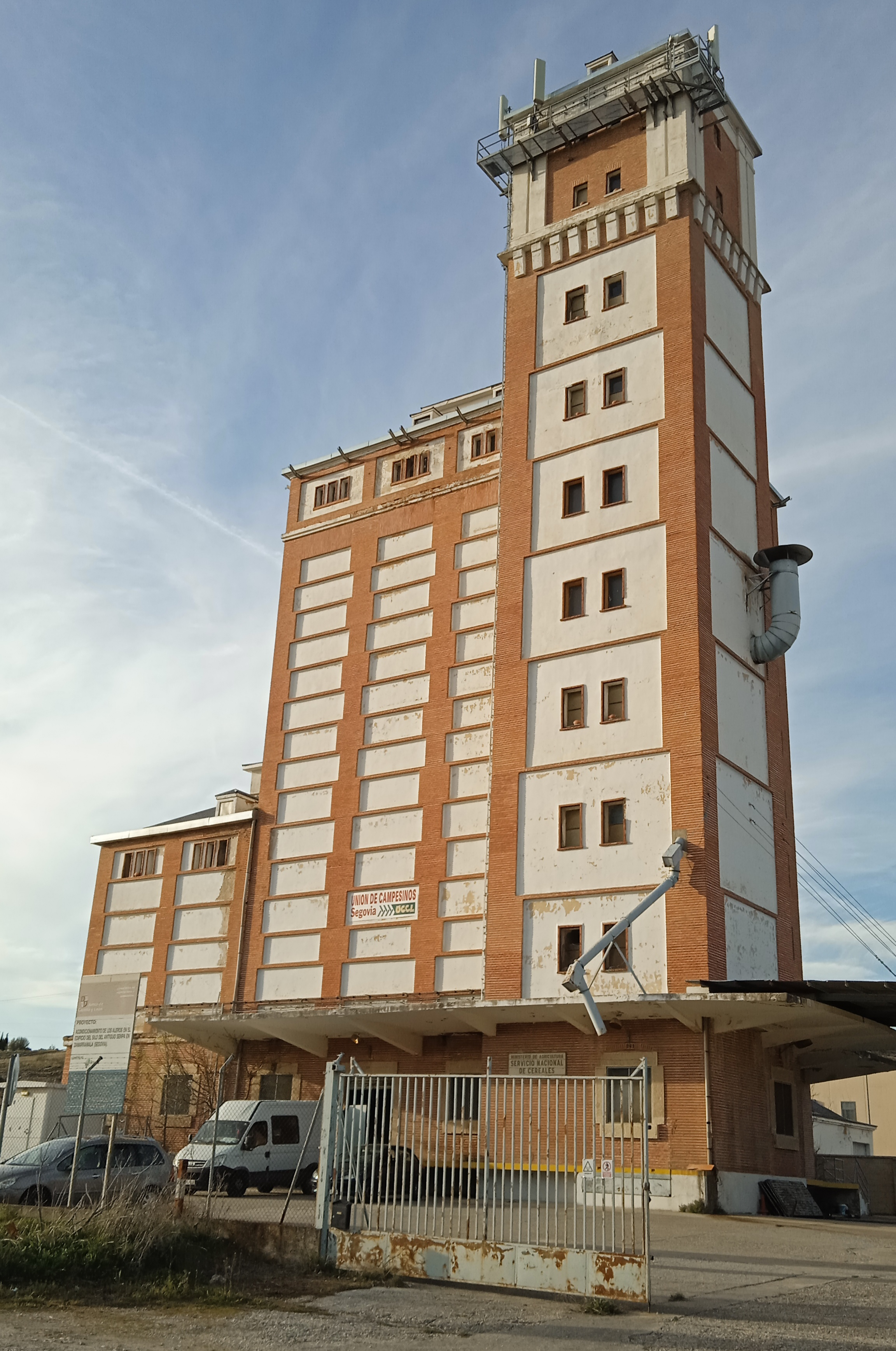
Silo de Segovia, situado en Las Serillas

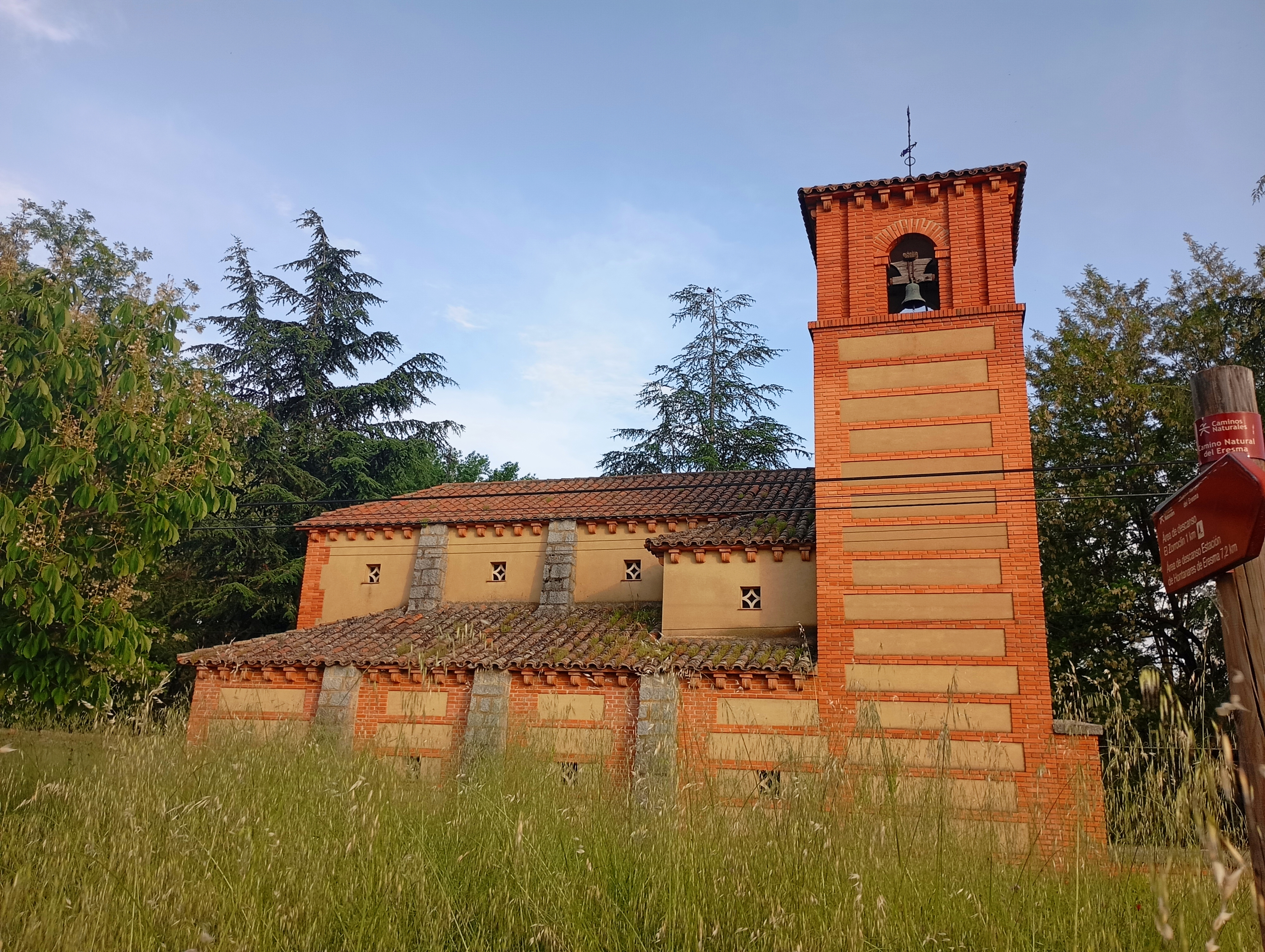
Ermita de la Pilarcita, templo católico privado

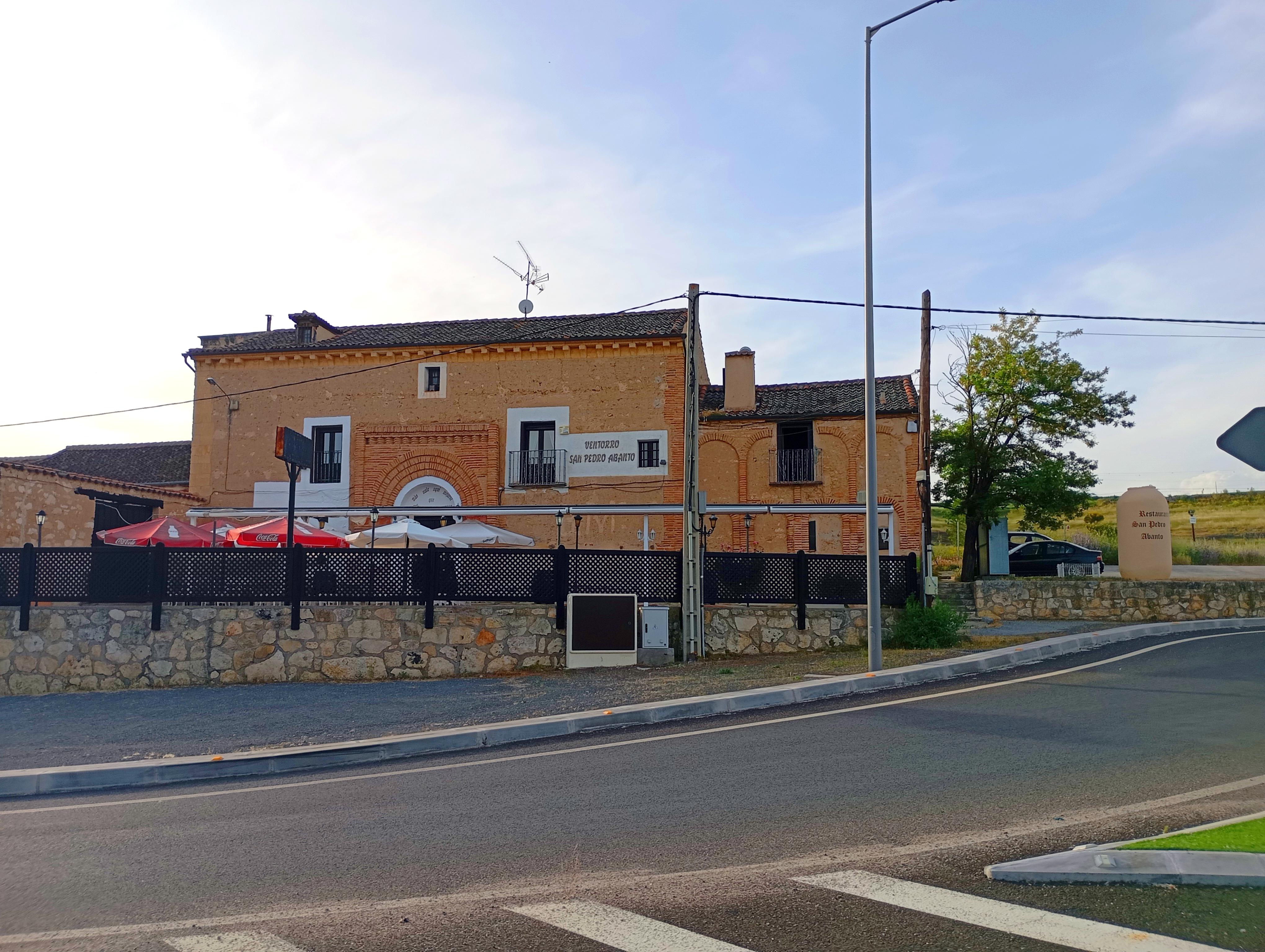
Ventorro San Pedro Abanto desde la CL-607

### Patrimonio
- Yacimiento arqueológico prehistórico de Abrigo del Molino, en las covachuelas a la vera del río Eresma.
- Antiguo molino hidráulico que perteneció a los Señores del Cabildo Catedralicio.
- Cañada de las Merinas, vía pecuaria de origen medieval.
- Ventorro de San Pedro Abanto.
- Silo de Segovia, edificado en 1956.
- Ermita de la Pilarcita, edificada en torno al año 1940 en donde se situaban lavaderos en ese entorno siglos antes.